# 潮海关税务司旧址
潮海关税务司旧址，位于中国广东省汕头市龙湖区妈屿岛北面山麓，为汕头市的一个市、县级文物保护单位，类型为近现代重要史迹及代表性建筑，公布时间为1994年10月6日。
潮海关税务司旧址的历史年代为清代。